# Храм Благовещения Пресвятой Богородицы (Светлый)
Храм Благовещения Пресвятой Богородицы — храм в юрисдикции Калининградской епархии Русской Православной Церкви. Первая религиозная постройка Калининградской области в традиции русского храмового зодчества. Располагается по улице Харьковской города Светлого Калининградской области.

## История
Строительство храма осуществлено в период с 1989 по 1993 годы. Строительством руководил настоятель благовещенского прихода Сергей Игнатович Кушнир (игумен Тихон). Несмотря на то, что строительство храма пришлось на трудные времена перестройки и всеобщего дефицита, все же в 1993 году строительные работы были окончены и митрополит Смоленский и Калининградский Кирилл (ныне патриарх Московский и всея Руси) совершил его великое освящение.
Благовещенский храм на момент постройки и освящения был единственным на территории Калининградской области построенным по канонам и традициям русского православного зодчества, все прежние православные приходы размещались в немецких кирках.

## Архитектура
Храм Благовещения небольшой однонефный с алтарной апсидой и притвором, над которым возвышается шатровая колокольня. Четверик украшен световым барабаном с луковичной главкой. Небесно-голубые оттенки, использованные в декоративной отделке храма, призваны подчеркнуть его посвящение Царице Небесной.

## Приписные церкви
- Храм-часовня святого Благоверного князя Александра Невского (в посёлке Взморье)[7]

## Клир
- Игумен Тихон (Кушнир) — настоятель (1989—2018)[3]
- Иерей Антоний Эрленбуш — настоятель (с 2018)[8]